# Região Geográfica Imediata de Colinas
A Região Geográfica Imediata de Colinas é uma das 22 regiões imediatas do estado brasileiro do Maranhão, uma das 8 regiões imediatas que compõem a Região Geográfica Intermediária de Presidente Dutra e uma das 509 regiões imediatas no Brasil, criadas pelo IBGE em 2017. É composta de 4 municípios, na região do Alto Itapecuru e Alpercatas.

## Municípios
| Região geográfica imediata | Código | Municípios        |
| -------------------------- | ------ | ----------------- |
| Colinas                    | 210018 | Colinas           |
| Colinas                    | 210018 | Jatobá            |
| Colinas                    | 210018 | Mirador           |
| Colinas                    | 210018 | Sucupira do Norte |